# Polo aquático nos Jogos Pan-Americanos de 1979
As competições de polo aquático nos Jogos Pan-Americanos de 1979 foram realizadas em San Juan, Porto Rico. O torneio foi disputado apenas entre homens. Esta foi a oitava edição do esporte nos Jogos Pan-Americanos.
| Evento                  | Ouro               | Prata    | Bronze     |
| ----------------------- | ------------------ | -------- | ---------- |
| Polo aquático masculino | USA Estados Unidos | CUB Cuba | CAN Canadá |

- Pan American Games water polo medalists on HickokSports